# Zagajów (powiat kazimierski)
Zagajów – wieś w Polsce, położona w województwie świętokrzyskim, w powiecie kazimierskim, w gminie Czarnocin.
| SIMC    | Nazwa            | Rodzaj     |
| ------- | ---------------- | ---------- |
| 0236270 | Bugaj Zagajowski | część wsi  |
| 0236286 | Grabówka         | część wsi  |
| 0236292 | Podlesie         | przysiółek |

W latach 1975–1998 miejscowość należała administracyjnie do województwa kieleckiego.

## Historia
Zagajów (gmina Czarnocin) jest stosunkowo młodą miejscowością wiejską – pierwsze dane demograficzne pochodzą z Narodowego Spisu Powszechnego z 2011 roku, kiedy to liczono 260 mieszkańców. Nie znaleziono potwierdzeń istnienia tej osady w wcześniejszych okresach, takich jak XVIII czy XIX wiek.